# العلاقات التوفالية التونسية
العلاقات التوفالية التونسية هي العلاقات الثنائية التي تجمع بين توفالو وتونس.

## مقارنة بين البلدين
هذه مقارنة عامة ومرجعية للدولتين:
| وجه المقارنة                                              | توفالو                         | تونس                                       |
| --------------------------------------------------------- | ------------------------------ | ------------------------------------------ |
| المساحة (كم2)                                             | 26                             | 163.61 ألف                                 |
| عدد السكان (نسمة)                                         | 11.19 ألف                      | 11.53 مليون                                |
| الكثافة السكانية (ن./كم²)                                 | 43.04 ألف                      | 70.47                                      |
| العاصمة                                                   | فونافوتي                       | تونس                                       |
| اللغة الرسمية                                             | اللغة التوفالوية، لغة إنجليزية | اللغة العربية                              |
| العملة                                                    | دولار توفالو                   | دينار تونسي                                |
| الناتج المحلي الإجمالي (بليون دولار)                      | 39.73 مليون                    | 40.26 مليار                                |
| الناتج المحلي الإجمالي (تعادل القوة الشرائية) بليون دولار | 38.93 مليون                    | 129.05 مليار                               |
| الناتج المحلي الإجمالي الاسمي للفرد دولار أمريكي          | 3.29 ألف                       | 3.87 ألف                                   |
| الناتج المحلي الإجمالي للفرد دولار أمريكي                 | 3.77 ألف                       | 11.44 ألف                                  |
| مؤشر التنمية البشرية                                      |                                | 0.721                                      |
| رمز المكالمات الدولي                                      | +688                           | +216                                       |
| رمز الإنترنت                                              | .tv                            | .tn                                        |
| المنطقة الزمنية                                           | ت ع م+12:00                    | ت ع م+01:00، توقيت وسط أوروبا، ت ع م+02:00 |

## منظمات دولية مشتركة
يشترك البلدان في عضوية مجموعة من المنظمات الدولية، منها:
| علم المنظمة | اسم المنظمة                   | تاريخ انضمام توفالو | تاريخ انضمام تونس |
| ----------- | ----------------------------- | ------------------- | ----------------- |
|             | يونسكو                        | 21 أكتوبر 1991      | 8 نوفمبر 1956     |
|             | الاتحاد الدولي للاتصالات      | 15 أغسطس 1996       | 14 ديسمبر 1956    |
|             | الاتحاد البريدي العالمي       | ?                   | ?                 |
|             | الأمم المتحدة                 | 5 سبتمبر 2000       | 12 نوفمبر 1956    |
|             | البنك الدولي للإنشاء والتعمير | 24 يونيو 2010       | 14 أبريل 1958     |
|             | منظمة حظر الأسلحة الكيميائية  | ?                   | ?                 |
|             | مؤسسة التنمية الدولية         | 24 يونيو 2010       | 30 ديسمبر 1960    |

## وصلات خارجية
- موقع وزارة الخارجية التونسية